# 武寧 (琉球國王)
武寧（琉球語：／  ?；1356年—1406年）是琉球國三山時代中山王國的第二代王，也是最後一代王。1396年至1405年在位。神號中之真物（琉球語：〔〕／ ）。
1404年，明冊封使時中奉永樂帝之命至琉球，封武寧為中山王。據《中山世譜》記載，這是琉球歷史上第一位受中國冊封的琉球君主（《明史·琉球傳》則稱第一位受封的是武寧之父察度）。
武寧在位約十年，「荒淫無度，壞覆先君之典刑，國人敢怨而不敢言」（《中山世譜》）。1405年，佐敷按司巴志率軍來襲。武寧戰敗，居城浦添被攻佔，謝罪退隱，次年病死。他的墳墓所在之地已不可考。

## 家族
- 父：察度
- 母：勝連按司之女
- 妃：不明
- 世子：不明

| 武寧王      |                                   |               |
| 前任： 察度 | 第二代察度王朝國王 1396年－1405年 | －            |
| 前任： 察度 | 第二代琉球國中山王 1396年－1405年 | 繼任： 尚思紹 |
| 前任： 察度 | 中山的統治者 1396年－1405年       | 繼任： 尚思紹 |